# Next (saggio)
Next è un saggio di Alessandro Baricco pubblicato nel 2002. 
Nel libro si analizza il fenomeno della globalizzazione. Questa analisi viene effettuata in modo semplice e diretto; l'autore infatti si rivolge a dei lettori non esperti della materia. Vengono affrontati i temi più importanti degli ultimi anni (prima della data di pubblicazione): le Torri Gemelle, il G8, il movimento no-global. Baricco inoltre illustra anche il potere del marchio, ossia il brand, con una serie di esempi come Nike, Coca-Cola, McDonald's.

## Genesi
Nell'introduzione al libro, Baricco spiega come è nata l'idea di scrivere questo saggio. Profondamente colpito dagli eventi del G8 di Genova, l'autore comincia a focalizzare la propria attenzione sulla globalizzazione. Quindi dopo aver raccolto le proprie idee scrive quattro articoli per Repubblica.
Dopo l'uscita degli articoli, Baricco riceve un po' di lettere, la maggior parte aggressive e sprezzanti. Quindi sistema gli articoli, aggiunge alcune informazioni e pubblica Next.

## Edizioni
- (FR)  Alessandro Baricco, Next: petit livre sur la globalisation et le monde à venir, traduit de l'italien par Françoise Brun, Albin Michel, Paris 2002
- Alessandro Baricco, Next: piccolo libro sulla globalizzazione e sul mondo che verrà, Feltrinelli, Milano 2002
- (ES)  Alessandro Baricco, Next: sobre la globalizacion y el mundo que viene, traducciòn de Xavier Gonzalez Rovira, Editorial anagrama, Barcelona 2002
- Alessandro Baricco, Next: piccolo libro sulla globalizzazione e sul mondo che verrà, Biblioteca italiana per i ciechi, Monza 2004